# Alan Hunter
Alan Hunter (ur. 30 lipca 1964 w Larne) – australijski piłkarz występujący na pozycji obrońcy. Trener piłkarski.

## Kariera klubowa
Hunter karierę rozpoczynał w 1982 roku w zespole Acacia Ridge SC. W 1983 roku został graczem klubu Brisbane Lions z National Soccer League. W sezonie 1986 spadł z nim ligi, ale w kolejnym awansował z powrotem do NSL. W 1989 roku przeszedł do Sydney Croatia. Grał tam do 1993 roku, a potem przeniósł się do Brisbane Strikers. W sezonie 1996/1997 zdobył z nim mistrzostwo NSL. W 1997 roku otrzymał nagrodę Joe Marston Medal. W tym samym roku odszedł do Carlton SC, gdzie spędził sezon 1997/1998. Potem grał w Manly Warringah Dolphins, a w 1999 roku zakończył tam karierę.

## Kariera reprezentacyjna
W reprezentacji Australii Hunter zadebiutował 6 sierpnia 1986 w przegranym 0:1 towarzyskim meczu z Czechosłowacją. W 1988 roku był członkiem reprezentacji na letnich igrzyskach olimpijskich, zakończonych przez Australię na ćwierćfinale.
W latach 1986–1988 w drużynie narodowej rozegrał 7 spotkań.